# Kindi
Kindi là một tổng thuộc  Boulkiemdé (tỉnh) ở miền trung Burkina Faso. Dân số năm 2005 là  13033. Thủ phủ là thị xã Kindi.

## Các thị xã và làng xã
• Kindi • Koné • Manéviré • Masséré • Nassoulou • Zerkoum